# Lorenzo Gagli
Lorenzo Gagli (Florence, 14 oktober 1985) is een golfprofessional uit Italië.

## Amateur
Lorenzo begon met golf op de Ugolino Golf Club bij Florence, waar zijn vader Claudio caddie was. Hij speelde van 2003-2006 in de nationale selectie.

### Gewonnen
- 2005: Italiaans Jeugd Kampioenschap
- 2006: Italiaans Amateur Open Kampioenschap (Strokeplay)

### Teams
- Eisenhower Trophy: 2006
- St Andrews Trophy: 2006
- Jacques Leglise Trophy: 2003

## Professional
Gagli werd in 2004 professional en begon op de Alps Tour, waar hij drie toernooien won, en aan het einde van het seizoen in de top-5 stond. Hij speelt nu op de Europese Challenge Tour en in 2009 speelde hij 6 toernooien op de Europese PGA Tour.

### Gewonnen
Nationaal
- 2011: Nationaal Open

Alps Tour
- 2007: Open de la Mirabelle d'Or, Open la Margherita, Una Hotels Resort Open